# إيفار ياكوبسن
إيفار ياكوبسن هو دراج دنماركي، ولد في 5 يناير 1954 في فريدريكسبرغ في الدنمارك.

## وصلات خارجية
- إيفار ياكوبسن على موقع أرشيف الدراجات (الإنجليزية)
- إيفار ياكوبسن على موقع أوليمبيديا (الإنجليزية)